# الملعون (فلم 2021)
الملعون (بالإنجليزية: The Cursed) هو فيلم رعب أمريكي - فرنسي من بطولة بويد هولبروك، كيلي ريلي، أليستير بيتري وروكسان دوران. صدر الفيلم في الولايات المتحدة في 18 فبراير 2022.

## وصلات خارجية
- مقالات تستعمل روابط فنية بلا صلة مع ويكي بيانات